# Eva Knardahl
Eva Knardahl Freiwald (Oslo, 10 maggio 1927 – Oslo, 3 settembre 2006) è stata una pianista norvegese con una carriera importante sia come bambino prodigio, che come pianista adulta.

## Biografia
Il suo debutto con la Filarmonica di Oslo all'età di 12 anni, in cui suonò tre concerti (di Johann Sebastian Bach, in Fa minore, Joseph Haydn, in Re maggiore e di Carl Maria von Weber, in Do maggiore), fu accolto con ottime recensioni. Knardahl era una studententessa della pianista e connazionale Mary Barrat Due (la quale aveva studiato in Italia). Idar Karevold, professore di musica a Oslo, dichiarò che lo stile italiano di Knardahl era unico in Norvegia.
Emigrò a 19 anni negli Stati Uniti, dove ebbe una brillante carriera con la Orchestra del Minnesota per 15 anni, prima di tornare in Norvegia nel 1967. Diventò un'apprezzata presenza fissa sulla scena musicale norvegese e fu nominata Prima professoressa di musica da camera alla Norwegian Academy of Music. Knardahl è stata insignita due volte dello Spellemannsprisen norvegese e nel 1968 ha vinto anche il Premio norvegese della Critica.
La Knardahl è nota per le sue interpretazioni delle opere pianistiche di Edvard Grieg. Ha registrato la musica completa per pianoforte del compositore su 13 LP per BIS Records, nel 1977-1980. Le registrazioni sono state ristampate nel 2006 su 12 compact disc, sempre su BIS Records.
Morì a Oslo, all'età di 79 anni.